# Maschalocorymbus grandifolius
Maschalocorymbus grandifolius är en måreväxtart som först beskrevs av Henry Nicholas Ridley, och fick sitt nu gällande namn av Cornelis Eliza Bertus Bremekamp. Maschalocorymbus grandifolius ingår i släktet Maschalocorymbus och familjen måreväxter.
Artens utbredningsområde är Sumatera. Inga underarter finns listade i Catalogue of Life.